# Bel Ami (compañía pornográfica)
Bel Ami (estilizado como BelAmi) es una compañía de cine pornográfico gay con oficinas en Bratislava, Praga y Budapest. 
Fue fundada en 1993 por el cineasta George Duroy, un eslovaco que tomó su pseudónimo de Georges Duroy, y denegó a protagonista de la novela de Guy de Maupassant Bel Ami.

## Distinciones
El estudio ha recibido, en numerosas ocasiones, diversos premios y nominaciones de entretenimiento para adultos, incluyendo cinco Premios XBIZ (uno de ellos por Mejor Film LGBT del 2010), y cinco nominaciones a los GayVN Awards 2010, con Kris Evans como Mejor Debutante.

## Películas
- 1994 - Lukas' Story
- 1994 -Lucky Lukas
- 1995 - Frisky Summer 1
- 1996 - Frisky Summer 2
- 1997 - An American in Prague
- 1998 - Frisky Summer 3
- 1998 - 2002 The 101 Men série
- 2001 - The Personal Trainers série [à suivre]
- 2004 - Greek Holiday
- 2004 - Pretty Boy
- 2005 - Lukas in Love
- 2006 - Pillow Talk 1, 2, 3
- 2006 - Flings 2
- 2006 - Watching Porn
- 2006 - Graffiti
- 2007 - Undressed Rehearsals
- 2007 - Rebel
- 2008 - The Private Life of Brandon Manilow
- 2008 - Some Like It Big
- 2008 - French Kiss
- 2009 - Seriously Sexy
- 2010 - Taboo
- 2010 - 5 Americans in Prague
- 2010 - Seriously Sexy 2
- 2012 - Back in Africa
- 2015 - Scandal in the Vatican 2: The Swiss Guard

## Orientación sexual de los actores
En 2010, George Duroy concedió una entrevista a Towleroad y dijo lo siguiente en referencia a los actores gay-for-pay:

El porno "gay" nunca estuvo dominado por modelos homosexuales y, en el caso de Bel Ami, ni siquiera la mitad de los empleados son homosexuales (en los últimos tres años, han nacido siete bebés de nuestros empleados). El porno gay debería llamarse con más precisión "porno exclusivamente masculino". No lo veo necesariamente como una diferencia cultural: la mayoría de los modelos que trabajan para Corbin Fisher o Sean Cody también son heterosexuales. Conozco a algunos modelos homosexuales en EE. UU. que afirmaron ser heterosexuales para conseguir trabajo en algunos de los estudios estadounidenses.